# Радульф II
Радульф (Ратольф) II (д/н — 880) — герцог Тюрингії і маркграф Сорбської марки.

## Життєпис
Висловлюється гіпотеза, що був сином Тахульфа, герцога Тюрингії. Після смерті останнього 873 року призначений герцогом Тюрингії і маркграфом Сорбської марки. В цей час відбувалося повстання лужицьких племен. Спільно з Ліутбертом, архієпископом Майнцьким, у 874 році придушив повстання. У 877 і 880 роках знову вимушений був боротися проти сорбів на чолі із князем Славібором. Ймовірно, в цій війні 880 року загинув або помер. Його наступником став Поппо з роду Поппонідів.